# Carlos Casartelli
Carlos David Casartelli Torregrosa (ur. 4 listopada 1974 w Villa Ángela) – argentyński piłkarz pochodzenia włoskiego występujący na pozycji napastnika. Jego brat Fernando Casartelli również był piłkarzem.

## Kariera klubowa
Casartelli rozpoczynał swoją karierę jako dwudziestolatek w drużynie Deportivo Mandiyú z miasta Corrientes. W argentyńskiej Primera División zadebiutował jako dziewiętnastolatek za kadencji trenera Diego Maradony, 13 listopada 1994 w przegranym 0:4 spotkaniu z Belgrano. Tam nie wywalczył sobie pewnego miejsca w wyjściowej jedenastce, jednak po spadku Mandiyú do drugiej ligi w sezonie 1994/1995 znalazł zatrudnienie w bardziej utytułowanym CA Independiente, w którego barwach zdobył za to premierowego gola w najwyższej klasie rozgrywkowej, 29 października 1995 w wygranej 1:0 konfrontacji z Deportivo Español. W tym zespole występował jednak sporadycznie, pozostając głębokim rezerwowym, jednak wziął udział w pierwszym międzynarodowym turnieju w karierze, Supercopa Sudamericana, z którego odpadł już w 1/8 finału. Po upływie półtora roku zasilił niżej notowany klub Gimnasia y Esgrima de Jujuy, gdzie regularnie wybiegał na ligowe boiska w pierwszym składzie.
Latem 1998 Casartelli został ściągnięty przez swojego rodaka, szkoleniowca Miguela Ángela Russo, do hiszpańskiej drużyny UD Salamanca. W Primera División zadebiutował 30 sierpnia 1998 w zremisowanym 0:0 spotkaniu z Mallorcą, natomiast jedynego gola zdobył 6 stycznia 1999 w przegranym 1:3 pojedynku z Realem Madryt. Na koniec sezonu 1998/1999 spadł z Salamancą do drugiej ligi, jednak sam pozostał w najwyższej klasie rozgrywkowej, podpisując kontrakt z zespołem RCD Espanyol z Barcelony. Tam pozostawał jedynie rezerwowym, nie zdobywając w jego barwach żadnego gola, po czym powrócił do ojczyzny, zostając graczem Estudiantes La Plata. W lipcu 2000 wyjechał za to do Meksyku, gdzie z krótką przerwą występował już do końca swojej przygody z piłką. Jego pierwszym klubem został Atlante FC ze stołecznego miasta Meksyk, w którego barwach zadebiutował w tamtejszej Primera División, 18 sierpnia 2000 w zremisowanym 1:1 meczu z Tecos UAG, natomiast pierwszego gola zdobył 22 września tago samego roku w przegranej 1:4 konfrontacji z Necaxą.
W lipcu 2001 Casartelli opuścił Atlante na rzecz drugoligowego Tiburones Rojos de Veracruz, gdzie szybko wywalczył sobie miejsce w wyjściowej jedenastce i już w pierwszym sezonie, Invierno 2001, wygrał z nim rozgrywki Primera División A, dzięki czemu po sezonie 2001/2002 zaliczył awans do pierwszej ligi. W najwyższej klasie rozgrywkowej spędził w barwach Veracruz jeszcze rok, po czym powrócił do drugiej ligi, gdzie na sześć miesięcy został piłkarzem Correcaminos UAT z siedzibą w mieście Ciudad Victoria. W styczniu 2004 podpisał umowę z pierwszoligowym Querétaro FC, gdzie zanotował udane występy, będąc najlepszym strzelcem zespołu, jednak już po pół roku, w sezonie 2003/2004, spadł z nim do drugiej ligi, gdzie spędził jeszcze sześć miesięcy. Jego dobre występy zaowocowały jednak kolejnym transferem do pierwszoligowej ekipy, tym razem CF Monterrey, gdzie w jesiennych rozgrywkach Apertura 2005 odniósł największy sukces w karierze w postaci wicemistrzostwa Meksyku.
Wiosną 2006 Casartelli odszedł do drużyny Tecos UAG z miasta Guadalajara, lecz tam mimo regularnych występów zdołał jedynie trzykrotnie wpisać się na listę strzelców, przez co po roku udał się na wypożyczenie do drugoligowego Dorados de Sinaloa, gdzie odzyskał strzelecką skuteczność. Wygrał również z zespołem z siedzibą w Culiacán rozgrywki drugiej ligi w sezonie Clausura 2007, co nie zaowocowało jednak awansem do najwyższej klasy rozgrywkowej wobec porażki w decydującym dwumeczu z Pueblą. Po sześciu miesiącach powrócił do Tecos, gdzie jesienią 2007 grał wyłącznie w rezerwach, co zaowocowało kolejną zmianą klubu, tym razem na drugoligowy Indios de Ciudad Juárez. W jego barwach strzelił tylko dwie bramki, lecz pomógł mu w historycznym, premierowym awansie do pierwszej ligi w sezonie 2007/2008. Sam powrócił jednak do ojczyzny, podpisując kontrakt ze stołecznym Club Atlético Huracán, gdzie nie strzelił jednak żadnego gola.
Po nieudanym pobycie w Huracánie Casartelli przez rok pozostawał bez klubu, po czym zdecydował się na powrót do Meksyku, zostając piłkarzem drugoligowego Club León. W sezonie Bicentenario 2010 dotarł z nim do finału rozgrywek, a także wywalczył tytuł króla strzelców Liga de Ascenso z jedenastoma bramkami na koncie. W lipcu tego samego roku udał się na wypożyczenie do innego klubu z drugiej ligi meksykańskiej, Mérida FC, gdzie w wieku 36 lat zdecydował się zakończyć piłkarską karierę.